# 住谷三郎
住谷 三郎（すみや さぶろう、1900年〈明治33年〉1月10日 - 1967年〈昭和42年〉1月21日）は歌人。

## 来歴
1900年（明治33年）1月10日、群馬県群馬郡大字東国分（現高崎市東国分町）生まれ。父友太は村長も務めた開明的な養蚕農業家、母なんの姪は土屋文明に嫁いだ。キリスト教牧師・漢詩人・英文学者の住谷天来を叔父に、元同志社総長・経済学者住谷悦治を兄にもつ。前橋中学校入学後、先輩萩原朔太郎や隣村棟高出身の山村暮鳥の活躍に刺激されて文芸に関心を持ち、同級生萩原恭次郎らを識って親交を結び、作歌への情熱を高め、角田蒼穂とともに文芸誌への投歌を始め、中学４年のとき「日本少年」「青年文壇」「秀才文壇」「文章世界」などに短歌を投稿、入選を重ね、同級の千輝春彦・高橋紅二との合作歌集『揺籃（ようらん）』（1917）を発行。
長兄亮一の早世に伴い、次兄悦治の学業継続の志を生かすために、請われて家業の農業を継ぐが、その後も作歌活動は衰えることなく、1919年「覇王樹（はおうじゅ）」（橋田東聲主幹）創刊にあたり同人として入社、以後48年間「覇王樹」と歩みを共にする。歌風は穏和清明、末期の作品は、「みやま」の歌人赤木馬彦が「左千夫の『ほろびの光』、万葉の赤人の象徴歌を連想した。歌もここまで来ると、もはや人間の世界の究極である」（短信抄）と言ったように、奥深い象徴の境地に達している。
1937年、1944年の二度にわたり応召して中国大陸を転戦し、復員後まもなく肺結核を発病、以後約20年間、手術を重ねて闘病に努めるがついに立たず。農業は長男に委ねて、療養のかたわら、村を追われた反俗精神の歌人を顕彰した「北原放二歌集」編纂刊行（1959）のほか、「覇王樹」や地元歌誌「みやま」などへの出詠に明け暮れる後半生だった。
1967年（昭和42年）1月21日肺性心で死去。輝彦・春也・正樹・真弓の三男一女を遺す。

## 著書
歌集
- 千輝春彦、高橋紅二、住谷三郎『揺籃』嬰児支社〈合作歌集 第1輯〉、1917年11月。NDLJP:905389。
- 『歌集 喇嘛塔』群馬県歌人協会、1940年4月。
- 『住谷三郎歌集 独りゆく道』覇王樹社〈新輯覇王樹叢書 第46篇〉、1969年4月。
  - 周辺の歌壇事情に及ぶ詳細な年譜と、土屋文明・鎌田澤一郎・萩原進ほかによる回想、住谷悦治による係累覚え書き付き。

編集
- 北原放二 著、住谷三郎 編『北原放二歌集』礎社、1959年5月。